# Тадтен
Тадтен (нім. Tadten) — громада округу Нойзідль-ам-Зее у землі Бургенланд, Австрія.
Тадтен лежить на висоті  122 м над рівнем моря і займає площу  36,1 км². Громада налічує 1244 мешканців. 
Густота населення 34/км².  
|                                 |
| Тадтен на мапі округу та землі. |

 Адреса управління громади:  7162 Tadten. 

## Демографія
Історична динаміка населення міста за даними сайту Statistik Austria

## Виноски
1. ↑  Dauersiedlungsraum der Gemeinden Politischen Bezirke und Bundesländer - Gebietsstand 1.1.2018 — Статистичне управління Австрії.
2. ↑  Einwohnerzahl 1.1.2018 nach Gemeinden mit Status, Gebietsstand 1.1.2018 — Статистичне управління Австрії.
3. ↑   http://www.tadten.eu
4. ↑  Gemeindedaten von Tadten

| Австрія | Це незавершена стаття з географії Австрії. Ви можете допомогти проєкту, виправивши або дописавши її. |